# The Flower Kings
The Flower Kings är ett svenskt progressivt rockband som uppstod under den så kallade tredje vågen på 1990-talet. Det bildades augusti 1994 som kompband till Roine Stolts turné till skivan The Flower King. 
Bandets musik skiljer sig från många andras inom den neo-progressiva rocken genom att vara mer komplex och har därmed fler likheter med symfonirocken. Gruppen har hämtat inspiration från 1970-talets stora progrockgrupper, till exempel Genesis, Yes och Gentle Giant. Gruppens debutalbum Back in the World of Adventures kom ut 1995.

## Historia
The Flower Kings startades av Roine Stolt år 1995 efter att han 1994 släppt soloskivan The Flower King. Gruppen formades kring de musiker som medverkade på skivan. Fastän The Flower King är ett soloprojekt av Roine Stolt så räknas den skivan som starten av Flower Kings då flera av gruppens musiker medverkade på albumet.
Roine Stolt startade sin karriär redan på 1970-talet som tonåring i den svenska symfonirockgruppen Kaipa, där han tidigt visade sin talang som låtskrivare. Han lämnade gruppen i slutet av sjuttiotalet för att satsa på en solokarriär, men det var först 1994 som han med sitt soloprojekt The Flower King rönte så mycket framgång att det var lönt att bilda en grupp och ge sig ut på turné.
The Flower Kings har visat stor produktivitet och har givit ut album i stort sett varje år efter starten, varav flera som dubbel-cd. De tidigare skivorna är inspirerade av Yes, men det musikaliska uttrycket har breddats successivt. Roine Stolt har skrivit det mesta materialet men även övriga musiker, främst Tomas Bodin, har bidragit med material.
Medlemmarna medverkar även i sidoprojekt och ger ut soloalbum. Roine Stolt blev år 2000 medlem i supergruppen Transatlantic, som har släppt flera album och dvd:er, både studio och live, och gjort flera turnéer. 
År 2005 turnerade The Flower Kings under namnet "Circus Brimstone" där de endast spelade instrumentalmusik, vilket dokumenterades på en liveskiva. 2008 satsade medlemmarna i The Flower Kings på andra projekt och år 2009 återförenades Transatlantic, vilket innebar att gruppen tog en paus. Gruppen återförenades 2012 och har släppt ytterligare fem album och turnerat i Europa, USA och Japan.

## Medlemmar
Nuvarande medlemmar
- Roine Stolt - gitarr, sång (1995– )
- Hasse Fröberg - sång, gitarr (1995– )
- Michael Stolt – bas (1994–1999; 2021-present)
- Zach Kamins – keyboards (2019-present)
- Mirko DeMaio – trummor (2019-present)

Tidigare medlemmar
- Jaime Salazar - trummor (1995–2001)
- Tomas Bodin - keyboard (1995–2015)
- Jonas Reingold - bas (1999–2021)
- Felix Lehrmann - trummor (2012–2015)
- Zoltan Csörsz - trummor (2001–2005, 2007)
- Daniel Gildenlöw - sång, gitarr, keyboard (2002–2004)
- Marcus Liliequist - trummor (2005–2006)
- Erik Hammarström - trummor (2008)
- Ola Heden - sång, keyboard, gitarr (2008)

## Diskografi

### Studioalbum
- The Flower King (1994)
- Back in the World of Adventures (1995)
- Retropolis (1996)
- Stardust we are (1997) (dubbel CD)
- Flower Power (1999) (dubbel CD)
- Space Revolver (2000)
- The Rainmaker (2001)
- Unfold the Future (2002) (dubbel CD)
- Adam & Eve (2004)
- Paradox Hotel (2006)  (dubbel CD)
- The Sum of no Evil (2007)
- Banks of Eden (2012)
- Desolation Rose (2013)
- Manifesto of an Alchemist (2018)
- Waiting for Miracles (2019)
- Islands (2020)
- By Royal Decree (2022)
- Look At You Now (2023)

### Livealbum
- Alive on Planet Earth (2000)
- Meet the Flower Kings (2003) (dubbel live CD och DVD)
- Instant Delivery (2006) (dubbel live CD och DVD)
- Tour Kaputt (2011) (dubbel live CD, inspelning från 2007)

### Limited Edition Official Bootlegs
- Édition Limitée Québec (1998) (Osläppta och live-låtar)
- Live In New York - Official Bootleg (2002)
- BetchaWannaDanceStoopid!!! (2004)

### Fan Club-album
- Fan Club 2000 (2000)
- Fan Club 2002 (2002)
- Fan Club 2004 (2004)
- Fan Club 2005 / Harvest (2005)

### Samlingsskivor
- Scanning The Greenhouse (1998)
- Road Back Home (2007)

### DVD
- Meet the Flower Kings (2003)
- Instant Delivery (2006)
- Tour Kaputt (2011) (Live-inspelning från 2007)